# Battaglia di Cynwit
La battaglia di Cynwit, detta anche battaglia di Cynuit, è uno scontro svoltosi nell'878 tra i sassoni occidentali e i vichinghi del Danelaw.
Secondo il monaco Asser la battaglia ebbe luogo presso un forte da lui chiamato Cynwit, mentre secondo il consenso moderno il luogo è Cannington Hill, vicino a Cannington, Bridgwater nel Somerset, Inghilterra, ma a volte vengono indicate altre località.
Una parte dei Vichinghi guidati da Ubbe, fratello di Ívarr Ragnarsson e Halfdan Ragnarsson, sbarcò sulla costa a Combwich con 23 navi e 1200 uomini. Gli inglesi si rifugiarono nel forte di "Cynwit". Nonostante il forte fosse protetto su tutti i lati tranne che da est, mancava di adeguate fortificazioni. Ubbe ed i Vichinghi assediarono il forte, aspettando che gli inglesi si arrendessero per la mancanza d'acqua (visto che non se ne trovava vicino a quel posto).  Gli inglesi però, invece di aspettare di morire di sete in cima alla collina, attaccarono improvvisamente, prendendo i Danesi di sorpresa e riportando una grande vittoria.
Nonostante la Cronaca anglosassone non approfondisca la battaglia di Cynwit, questa è importante per due motivi.
Innanzitutto, fu significativo che la vittoria non fosse stata ottenuta propriamente da Alfredo il Grande, re del Wessex, durante la difesa inglese nei confronti dell'invasione vichinga. La Cronaca, relativamente all'anno 878, afferma che: "tutti tranne Alfredo il Re" furono sottomessi dai Vichinghi. Alfredo in quel periodo si stava nascondendo altrove con pochi seguaci. I meriti della vittoria di Cynwit, secondo lo storico Æthelweard, furono di Ealdorman Odda del Devon, non citato né nella Cronaca anglosassone né nella "Vita di Re Alfredo" di Asser, probabilmente per riverenza verso lo status di re di Alfredo. La battaglia di Cynwit dimostra che anche se Alfredo era un forte punto di unione per gli inglesi che combattevano i Danesi, molti Ealdormen locali continuavano a difendere gli abitanti del Wessex.
Il secondo motivo e che nella battaglia di Cynwit, Odda e gli inglesi non solo riuscirono ad uccidere Ubbe, ma catturarono anche lo Stendardo del corvo chiamato Hrefn o il Corvo. La Cronaca anglosassone cita brevemente la battaglia, soffermandosi sulla cattura dello stendardo, interessante considerando che non cita nessun altro trofeo preso dagli inglesi. Questo stendardo era speciale dato che dei tre fratelli vichinghi (Halfdan, Ivar e Ubbe) Ubbe era il più superstizioso e dedito al culto pagano per decidere la strategia in battaglia. Essendo lo stendardo di battaglia di Ubbe, aveva un significato rituale tra i Danesi, e viene paragonato per importanza all'anello sacro che i Danesi usarono per dichiarare la pace con Alfredo dopo la battaglia di Edington, alcuni mesi dopo.

## Nella cultura di massa
La battaglia appare nel The Marsh King, romanzo storico per ragazzi di Cyril Walter Hodges, in cui il luogo di battaglia viene chiamato "Kynwit". Nonostante questo romanzo parli di Re Alfredo, assegna ad Ealdorman Odda il merito di questa vittoria, nonostante la descrizione della battaglia non sia molto accurata.
La battaglia appare anche nel romanzo di Bernard Cornwell intitolato L'ultimo re. Cornwell assegna la vittoria della battaglia, e l'uccisione di Ubbe, al suo eroe immaginario chiamato Uhtred.